# Dulce Maria Cardoso
Dulce Maria Cardoso (Trás-os-Montes, 1964) es una escritora portuguesa. 

## Biografía
Nació en Trás-os-Montes, una localidad al noroeste de Portugal, aunque pasó su infancia en Luanda, Angola. En 1975, cuando tenía 11 años, su familia volvió a Portugal junto con medio millón de retornados que volvían tras la independencia de las colonias portuguesas. Su familia se quedó en Lisboa y ella se fue a vivir con sus abuelos a una pequeña aldea cerca de Mirandela.
Se graduó en la Facultad de Derecho de la Universidad de Lisboa y trabajó como abogada antes de dedicarse a la escritura de forma exclusiva. Ha escrito novelas y cuentos. Su primera novela, Campo de Sangre (2002), fue escrita por una beca de creación literaria del Ministerio de Cultura portugués y obtuvo el Premio Acontece. Su segunda novela, Mis sentimientos (2005) fue distinguida con el Premio de Literatura de la Unión Europea. Su tercera novela, La tierra de los gorriones (2009), ganó el Premio Ciranda. Su cuarta novela, El retorno (2011), recibió el Premio especial de la crítica en Portugal. Por esta obra el Estado francés le otorgó la condecoración de Caballero de la Orden de las Artes y Las Letras (2012). Además, su traducción al inglés en 2016 recibió el English PEN Translates Award.
La antología Tudo são histórias de amor (2013) reúne gran parte de sus cuentos. Algunos de esos textos forman parte también de antologías extranjeras y el cuento Anjos por dentro fue elegido para la antología Best European Fiction 2012, publicada por la prestigiosa Dalkey Archive Press.
En 2014 publicó el volumen de historias infantiles y juveniles Lôá, a menina-Deus. En 2017 publicó Rosas. Y en 2019, Eliete, una reflexión sobre la memoria y las nuevas maneras y usos de la comunicación.
En 2020 ha publicado La vida normal en la que cuenta, a través de la vida de tres mujeres de tres generaciones diferentes de una misma familia, cómo se han transformado con el cambio de siglo las relaciones sociales, sentimentales y familiares.
Sus libros han sido traducidos a varias lenguas y publicados en más de veinte países.
Su obra se estudia en universidades de varios países y ha sido objeto de adaptaciones para el cine y el teatro. 

## Obras
- Campo de Sangre; Novela. Ed. Adriana Hidalgo 2008
- Mis Sentimientos; Novela; Ed. Asa 2005
- Até Nós; Cuentos; Ed. Asa 2008
- La tierra de los gorriones; Novela; Ed. Asa 2009
- El retorno, novela. Ed. La Umbría y la Solana, 2018
- Lôá, a menina-Deus 2014.
- Rosas. Ed. 2017
- Vas siempre demasiado lejos. Ed. Tragaluz, 2018
- Eliete. Ed. Tinta de China. 2019
- Todo son historias de amor. Ed. La Umbría y la Solana, 2020[9]
- La vida normal; Ed. Seix Barral. 2020

## Premios
- Su primer trabajo Campo de Sangre fue distinguido en 2002 con el Premio Acontece.
- Su segunda novela Mis sentimientos recibió en 2009 el Premio de Literatura de la Unión Europea.
- Su tercera novela La tierra de los gorriones fue distinguida con el Premio PEN Club portugués y el Premio Ciranda.